# Victims of Communism Memorial Foundation

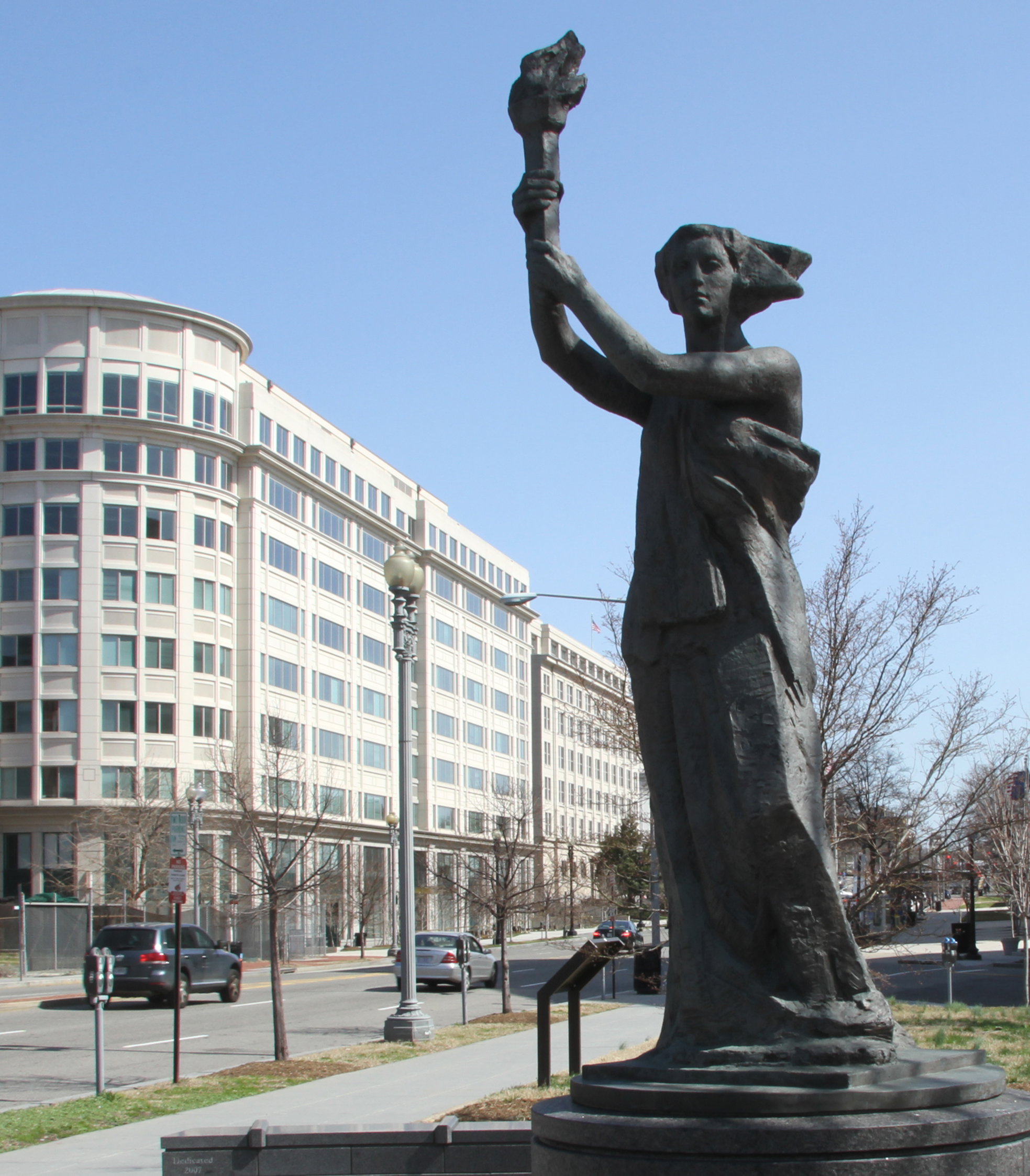
Denkmal für die Opfer des Kommunismus in Washington

Die Victims of Communism Memorial Foundation (VOC) ist eine antikommunistische Organisation mit Sitz in den Vereinigten Staaten, die 1993 durch ein Gesetz des US-Kongresses autorisiert wurde, „US-Amerikaner über die Ideologie und die Geschichte des Kommunismus zu unterrichten“.

## Geschichte
1991 brachten Steve Symms und Dana Rohrabacher im US-Kongress Anträge ein, in denen sie den Bau einer „Internationalen Gedenkstätte für die Opfer des Kommunismus an einem geeigneten Ort innerhalb der Grenzen des District of Columbia“ und die Ernennung einer Kommission forderten, die „den Entwurf, den Bau und alle anderen relevanten Details der Gedenkstätte überwachen sollte.“ Die Victims of Communism Memorial Foundation wurde daraufhin von dem National Captive Nations Committee, einer weiteren antikommunistischen Organisation mit Sitz in Washington, D.C., gegründet.
Die Organisation war 2007 für den Bau des Denkmals für die Opfer des Kommunismus in Washington, D.C. zuständig. Seit 2011 ist sie Mitglied der Platform of European Memory and Conscience.
Der deutsche Anthropologe Adrian Zenz ist seit 2019 ist Zenz als Senior Fellow für Chinastudien beim Think-Tank.
Am 8. Juni 2022 eröffnete die Organisation ein Museum für die Opfer des Kommunismus in Washington, D.C.